# Santa Maria di Sala
Santa Maria di Sala é uma comuna italiana da região do Vêneto, província de Veneza, com cerca de 13.582 habitantes. Estende-se por uma área de 27 km², tendo uma densidade populacional de 503 hab/km². Faz fronteira com Borgoricco (PD), Massanzago (PD), Mirano, Noale, Pianiga, Villanova di Camposampiero (PD).

## Demografia
| Variação demográfica do município entre 1861 e 2011                               |
|                                                                                   |
| Fonte: Istituto Nazionale di Statistica (ISTAT) - Elaboração gráfica da Wikipedia |